# Арманаз
Арманаз (араб. أرمناز‎) — город на северо-западе Сирии, расположенный на территории мухафазы Идлиб. Входит в состав района Харим. Является административным центром одноимённой нахии.

## История
Топоним Арманаз имеет, предположительно, досемитское происхождение
.
В эпоху крестовых походов город являлся частью владений крестоносцев и был известен как Эмине (или Эминас). Существовавшие в Арманазе крепостные укрепления, были разрушены во время одного из ближневосточных походов монголов XIII века.

## Географическое положение
Город находится в северо-западной части мухафазы, вблизи государственной границы с Турцией, на высоте 351 метра над уровнем моря.

Арманаз расположен на расстоянии приблизительно 18 километров к северо-западу от Идлиба, административного центра провинции и на расстоянии 280 километров к северу от Дамаска, столицы страны.

## Население
По данным официальной переписи 2004 года численность населения города составляла 10 296 человек (5278 мужчин и 5018 женщин).

## Транспорт
Ближайший гражданский аэропорт расположен в турецком городе Антакья. Через город проходит автотрасса № 60, соединяющая города Алеппо и Салькин.